# 藤原世数
藤原 世数（ふじわら の よかず）は、平安時代初期から前期にかけての貴族。藤原北家、右大臣・藤原内麻呂の孫。肥前守・藤原福当麻呂の子。官位は従五位下・豊後守。

## 経歴
承和10年（843年）従五位下・上野介に叙任される。嘉祥2年（849年）越後介に任ぜられると、翌嘉祥3年（850年）には越後守に昇格する等、仁明朝後半から文徳朝にかけて東国の国司を歴任する。
その後散位となるが、天安3年（859年）豊後守と、清和朝でも引き続き地方官を務めている。豊後守在職中の貞観2年（860年）には大和国の春日大社の四所大神を勧請して、任国に春日神社を創建している。

## 官歴
『六国史』による。
- 時期不詳：正六位上
- 承和10年（843年） 正月11日：従五位下。正月12日：上野介
- 嘉祥2年（849年） 2月27日：越後介
- 嘉祥3年（850年） 正月15日：越後守
- 仁寿2年（852年） 10月2日：越後介
- 天安3年（859年） 2月13日：豊後守